# Pure race espagnole
Andalou
Vous lisez un « article de qualité » labellisé en 2015.
Pour les articles homonymes, voir Andalou.
Le Pure race espagnole ou PRE (Pura Raza Española) ou le cheval de pure race espagnole, également appelé andalou, est une race de chevaux de selle de souche ancienne originaire d’Andalousie. Son élevage structuré débute au XVIe siècle sous l’impulsion de Philippe II d'Espagne et des moines chartreux. Il connaît une période de grande renommée dans les cours européennes aux XVIIe et XVIIIe siècles, époque où il influence de très nombreux élevages et représente le cheval idéal en matière d'équitation classique. La race perd de son importance au XIXe siècle avec l’engouement nouveau pour le Pur-sang. Confidentiel jusque dans les années 1960 afin de maintenir un niveau suffisant d’effectifs, le Pure race espagnole connaît un renouveau d’intérêt. Bien que l'immense majorité de ces chevaux soit stationnée en Andalousie, il est élevé depuis dans de nombreux autres pays dont la France.
Cheval facilement identifiable avec sa robe très souvent grise, le Pure race espagnole possède un corps compact, une encolure massive et un aspect très élégant, notamment grâce à sa longue crinière ondulée. Ses allures sont caractéristiques car souvent relevées, avec une aptitude naturelle au piaffer et au passage.
Longtemps utilisé pour tout le travail de haute école, dont l’héritage est assuré par l'école royale andalouse d'art équestre, le Pure race espagnole est recherché pour le dressage de compétition jusqu'au plus haut niveau. Également employé en équitation traditionnelle, où sa présence dans les arènes est remarquable, ainsi qu’en attelage, il a la faveur des écuyers de cirque et de spectacle. Il sert souvent de monture au cinéma, où son allure et son bon tempérament sont appréciés.

## Étymologie et terminologie

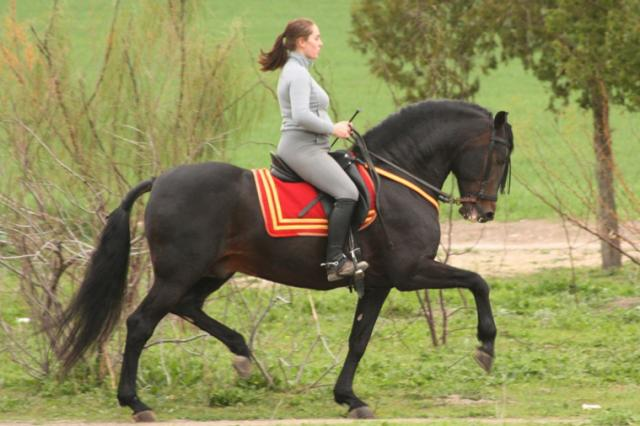
Le Pure race espagnole Becario V Yeguada Sarradel-Caron, à Séville.

Plusieurs termes désignent les chevaux de la péninsule ibérique, la confusion entre différents types et différentes races étant fréquente. Il existe des appellations comme « Ibérique », « Villanos », « Zapata », « Zamaranos », Castilian ou encore Genet d'Espagne dans les documents, même si la race est surtout connue sous le nom de « cheval espagnol » et de « cheval andalou ». « Extremeno » se réfère à des chevaux espagnols provenant de l'Estrémadure, et Zapata ou Zapatero est le nom des chevaux provenant de l'élevage de la famille Zapata. Le nom de Villano se rencontre occasionnellement chez des chevaux espagnols modernes, mais il désigne à l'origine un croisement de chevaux lourds provenant des montagnes du nord de Jaén. Du Moyen Âge au XVIIe siècle, la dénomination « cheval espagnol » est fréquente. Beaucoup de races de chevaux d'Europe ont d'abord été connues par le nom de leur région d'origine ; ainsi, le nom « Andalou » a été utilisé pour des chevaux de qualité supérieure provenant d'Andalousie. Le Cartujano est une lignée du cheval de Pure race espagnole, non une race distincte. Un surnom commun de l'Andalou (aussi bien espagnol que portugais) est « cheval des rois », en raison de la grande constance de son utilisation par la noblesse européenne.
En 1913, lors de la publication officielle du stud-book, c’est le nom de « Caballo de Pura Raza Española », soit « Cheval de Pure race espagnole », qui est retenu. Cette appellation est la conséquence de l’extension de l’élevage en dehors du berceau de la race, le gouvernement espagnol considère que le nom « Andalou » ne se réfère qu'aux lignées élevées en Andalousie. Un autre phénomène consolide ce nom, lié à l’histoire du Portugal. Dans les années 1970, après le retour de la démocratie dans le pays, une ferveur nationaliste pousse à séparer l’élevage des « Andalous » dans la péninsule ibérique, créant ainsi la race du Lusitanien. « Pure race espagnole » est le nom officiel de la race en Espagne. Il est de ce fait reconnu et utilisé dans le monde entier, mais le terme d’« Andalou » est encore fréquemment rencontré. « Andalou » tend cependant à être mal employé, par défaut pour désigner tout cheval à la crinière longue et aux allures relevées, alors qu'il désigne précisément les chevaux de la péninsule ibérique avant 1912, date officielle de séparation entre le Pure race espagnole et le Lusitanien. Pour de nombreuses associations d'éleveurs en Europe et sur le continent américain, « Andalou » et « Pure race espagnole » sont considérés comme des noms équivalents pour une seule et même race. La position officielle de l’Asociación Nacional de Criadores de Caballo de Pura Raza Española (ANCCE) est que les noms « Andalou » et « Cheval ibérique » se réfèrent uniquement aux croisements, qu'elle considère comme manquant de qualités et de pureté, en l'absence de papiers officiels du stud-book espagnol. La possibilité d'un retour de l'appellation « Andalou » fait débat en Espagne, de nombreux professeurs de l'université de Cordoue étant en faveur de la récupération de ce nom historique, traditionnel et international. Le sujet est sensible en raison de sentiments indépendantistes en Andalousie.

## Histoire

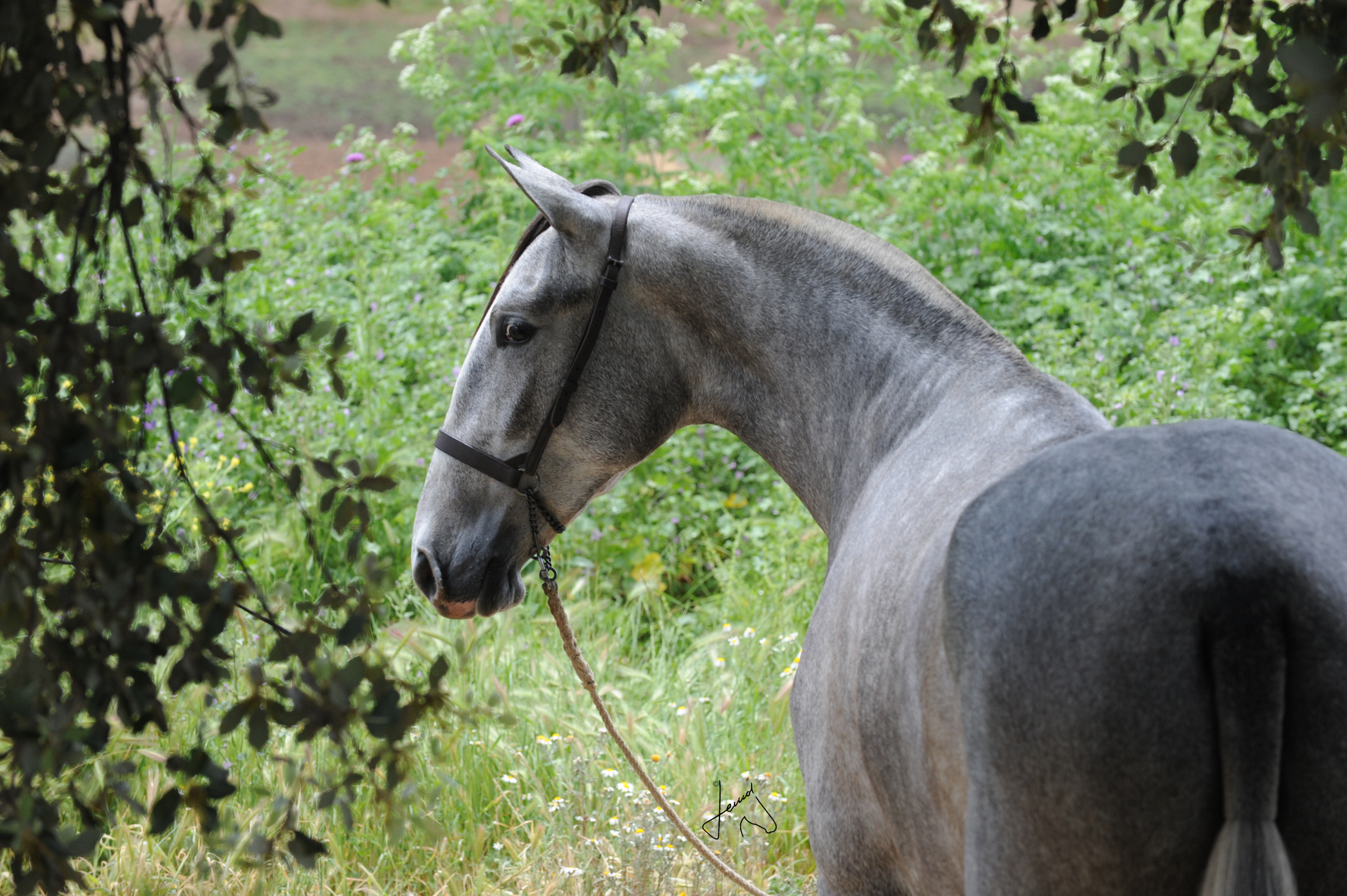
Pouliche PRE grise. Yeguada Alborán.

Tout au long de son histoire, le « cheval espagnol » est influencé par les différents peuples (et leur culture) qui occupent la péninsule ibérique : les Celtes, les Carthaginois, les Romains, différentes tribus germaniques puis les Maures. Il est cité pour ses talents de monture de guerre dès 450 av. J.-C..

### Origine
Le Pure race espagnole et le Lusitanien partagent la même origine génétique. La présence de chevaux dans la péninsule Ibérique est attestée dès la préhistoire, entre autres par des peintures rupestres dans la grotte de la Pileta (Cueva de la Pileta) sur le territoire de Malaga. Pour l'historien portugais Ruy d'Andrade, des tribus espagnoles auraient utilisé les chevaux dès le IVe millénaire av. J.-C.. Une peinture rupestre découverte en Espagne et datant de 15 000 ans avant notre ère présente ce qui semble être un harnais peint sur un cheval. Cette découverte a été citée comme preuve de l’utilisation du cheval dans la péninsule ibérique bien avant la période communément admise,, mais cette hypothèse n'est pas reprise par la communauté scientifique. L’artiste aurait seulement voulu accentuer la démarcation de la bouche et les lignes latérales décrivant le côté du crane. Les recherches sur l'ADN ancien ont révélé des traces de domestication du cheval remontant à la fin du Néolithique et au début de l'âge du bronze sur la péninsule ibérique.
Bien que Ruy d'Andrade suppose que le Sorraia soit l'ancêtre des chevaux ibériques actuels, y compris du Pure race espagnole, les études génétiques sur l'ADN mitochondrial montrent que le Sorraia appartient à un cluster de gènes largement séparé de la plupart des races ibériques,,,. Les recherches sur l'ADN mitochondrial démontrent que l'Andalou de la péninsule ibérique (aussi bien PRE que Lusitanien) et le Barbe sont très proches : ces deux races ont franchi le détroit de Gibraltar dans un sens ou dans l'autre pour être élevées, chacune influençant l'autre. Malgré leur ancienneté supposée, il a été démontré que la quasi-totalité des Pure race espagnole actuels descendent d'un petit nombre de chevaux élevés par des ordres religieux à partir du XVIIIe siècle.

### Antiquité et Moyen Âge
Au cours de l’Antiquité, les différentes invasions de la péninsule ibérique ont favorisé le brassage des races équines. C’est tout d’abord le cas avec les ibères d’Afrique du Nord qui emmènent avec eux de petits chevaux berbères, puis avec les celtes et les peuplades aryennes. Ces métissages forment un petit cheval celtibère qui devait être proche physiquement du Sorraia. La péninsule est par la suite envahie par de nombreux autres peuples comme les Phéniciens, les Grecs, les Carthaginois, les Romains, les Wisigoths, les Alains, les Suèves et les Vandales. Ces derniers s’établissent au Ve siècle dans la région dite de « Vandalousie » qui donnera son nom à la région d’Andalousie,.
L’utilisation progressive des armures conduit à la recherche de chevaux plus lourds pour le combat. Cette orientation de production équine s’avère être un mauvais choix. Lors de la conquête musulmane de l'Hispanie en 711, les cavaliers espagnols doivent faire face à l’agilité et la rapidité des cavaliers berbères. Les chevaux présentent certes un morphotype différent, mais ce sont également deux équitations différentes qui s’affrontent : a la brida contre a la jineta ; cette dernière repose sur une chausse très courte des étriers et l’exécution d’arrêts brusques et de mouvements rapides. Il s’agit là des fondements de ce qui sera plus tard l’équitation de la Renaissance.
Cette conquête amène le croisement des races locales avec les chevaux barbes des envahisseurs. La légèreté et la maniabilité du cheval né de ces croisements en font une monture de guerre appréciée et recherchée. L'Andalou représente certainement à ce titre la première race européenne dite « Warmblood », mélange entre les chevaux européens lourds et le cheval oriental plus léger.
Les chevaux de guerre de l'Espagne et du Portugal commencent à être introduits en Angleterre au XIIe siècle, une importation qui continue jusqu'au XVe siècle. Les premiers pedigrees de l'Histoire sont tenus par des moines chartreux dès le XIIIe siècle. Sachant lire et écrire, ils maintiennent des registres monastiques précis et se voient confier la responsabilité de l'élevage par des nobles, particulièrement en Espagne. Les premiers véritables haras d'Andalousie voient le jour à la fin du XVe siècle dans les monastères chartreux de Jerez, Séville et Cazalla. Les contacts diplomatiques développés par le gouvernement espagnol incluent le don ou le commerce de chevaux, ce qui favorise la loyauté des citoyens et des autres cours royales. Ainsi, la race se répand au cours de ce siècle tout au long de la Méditerranée et jusqu'en Europe du Nord, bien qu'elle y soit rare.

### XVIesiècle
L'afflux de chevaux lourds à partir du XVIe siècle provoque une dilution de la plupart des lignées ; seules celles qui sont protégées par une reproduction sélective restent intactes et donnent le PRE moderne. Sur l’initiative de Philippe II, un élevage structuré débute en 1571 dans les écuries royales de Cordoue en Andalousie, région qui donnera son nom à la race des siècles durant, et crée le premier standard,. Les moines chartreux des monastères de Séville, de Jerez de la Frontera et de Santa María de la Cueva établissent une sélection pour aboutir au cheval chartreux nommé « Cartujano ». Il existe alors des spécificités notables en fonction de la région d'élevage. Les chevaux des environs de Jerez sont plus souvent gris, et ceux de Cordoue sont bais, plus grands et plus ronds.
Le XVIe siècle est aussi une époque de conquête pour les Espagnols. L’immense empire territorial qui s’étend en Europe des Pays-Bas au nord jusqu'au détroit de Magellan au sud mène à de nombreux brassages équins qui ont marqué la plupart des grandes races de l’époque. Henri VIII d'Angleterre reçoit des chevaux espagnols comme don de Charles Quint, de Ferdinand II d'Aragon et du duc de Savoie, et d'autres animaux encore avec Catherine d'Aragon. Il fait l'acquisition de montures de guerre supplémentaires et de chevaux de selle auprès de ses agents en Espagne. En 1576, les chevaux espagnols constituent un tiers des troupes royales britanniques montées à Malmesbury et Tutbury.
Par le biais des conquêtes du Nouveau Monde, le cheval espagnol, qu’on appellera plus tard « Cheval colonial espagnol », pénètre également le sol américain avec l’avancée des conquistadors,. En 1500, un premier élevage de chevaux espagnols est établi à Saint-Domingue. Au fil du temps, le cheval espagnol est à l’origine de nombreuses races nées sur le continent américain, au Nord comme au Sud,. Les conquistadors choisissent en particulier des animaux d'Andalousie, ancêtres directs du PRE actuel. De nombreux explorateurs espagnols apportent des montures avec eux pour une utilisation comme chevaux de guerre, et plus tard comme reproducteurs.

### XVIIesiècle

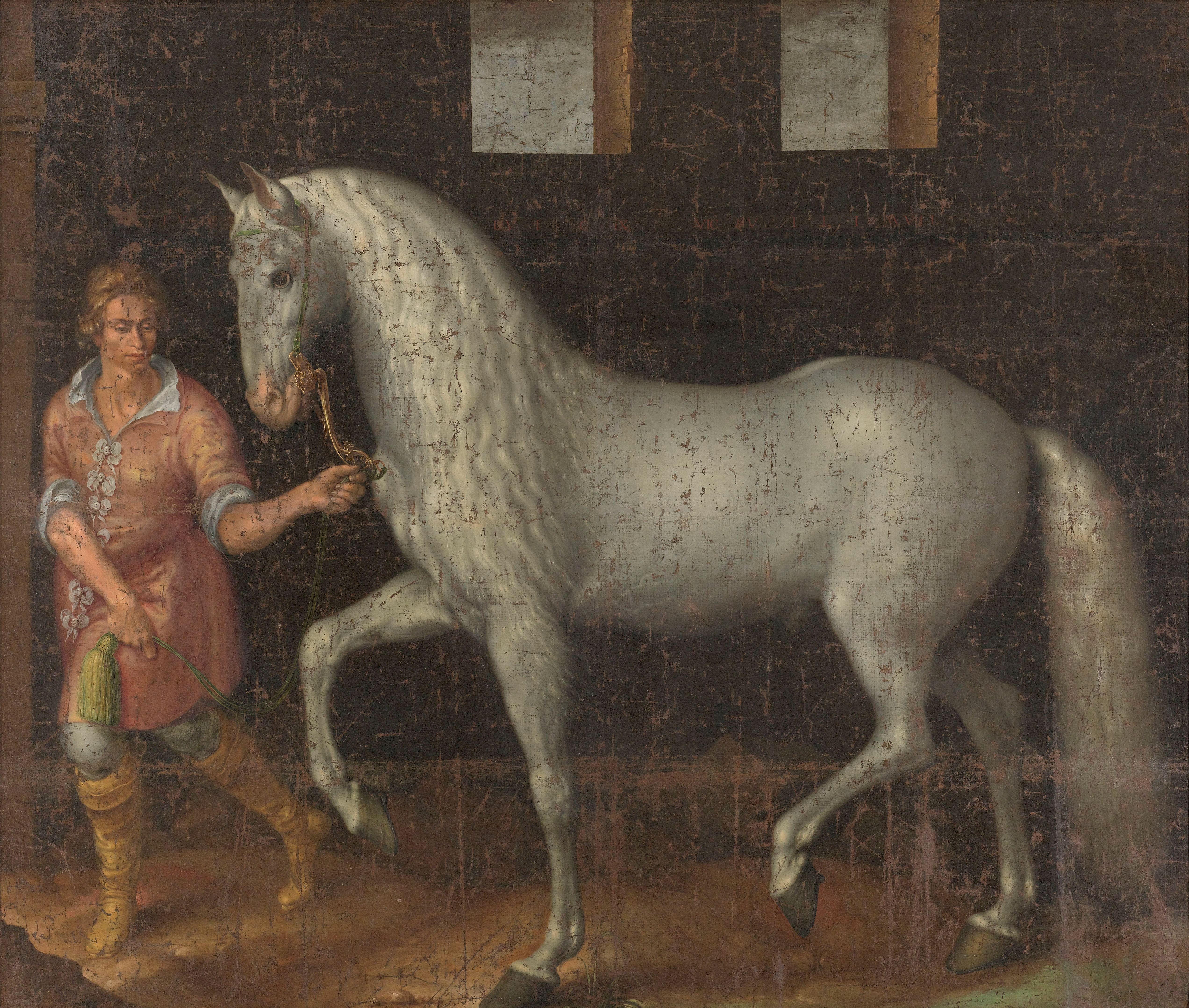
Un étalon espagnol sur une peinture de 1603.

Au XVIIe siècle, la lignée de Cordoue reçoit l'influence du « cheval de Guzmán », probablement berbère. Ce siècle marque le début d’un âge d’or pour le cheval d’Espagne. Il remplace progressivement le cheval napolitain (très populaire au XVIe siècle) dans toutes les cours européennes, devenant ainsi un nouvel idéal chevalin. Les rois de France, notamment Louis XIII et Louis XIV, témoignent de leur intérêt. L'écuyer personnel de Henri IV de France, Salomon de La Broue, dit en 1600 en comparant les types de chevaux de son époque qu'il lui donne la première place :

« le cheval d’Espagne [est] en tant que cheval le plus beau, le plus noble, le plus courageux et le plus digne d’être monté par un grand roi »

— Salomon de La Broue,.
Le « cheval espagnol » est le « cheval des rois ». De François Ier à Louis XIV, tous les souverains en possèdent et en montent. Antoine de Pluvinel, maître d’équitation de Louis XIII, écrit:

« Sire, il est très raisonnable, qu’étant le plus grand monarque de la Chrétienté, Votre Majesté prenne sa première leçon sur le plus parfait cheval d’Europe. »

— Antoine de Pluvinel.
William Cavendish, duc de Newcastle, s'exprime de la même manière :

« […] le plus noble cheval qui soit ; le plus magnifique qui puisse être. Il est fougueux, robuste et très docile ; il a un pas très fier, un trot très fier… un galop altier, et c'est le plus affectueux et le plus doux des chevaux, le mieux adapté qui soit pour un roi le jour du triomphe »

— William Cavendish,.
C’est un cheval de prestige utilisé pour la haute école, une discipline dans laquelle sa souplesse et son équilibre sont idéaux. Exporté dans de nombreux pays européens pour apporter du sang et de la légèreté, le cheval espagnol va également participer à l’amélioration d'autres races, notamment parmi les races allemandes à sang chaud, soit l'Hanovrien, le Holsteiner et l’Oldenbourg. Il est également utilisé pour la production de chevaux de guerre, mais seuls les riches seigneurs parviennent à s'en procurer. Le cheval espagnol atteint un sommet de popularité en Grande-Bretagne au cours de ce siècle, lorsqu'il est librement importé d'Espagne et échangé comme cadeau entre les familles royales. En 1642, il atteint la Moldavie, à travers les écuries du prince de Transylvanie Georges Ier Rákóczi.
Si l’élevage est prospère, certaines orientations ont parfois conduit à d'immanquables ratés. Ainsi, le roi Philippe III charge le napolitain Juan Jeronimo Tiuti d’assurer la tenue de l’élevage espagnol. Celui-ci fait venir à Cordoue des étalons normands, danois, flamands et napolitains, et les croise avec des juments espagnoles. Le résultat s’avère catastrophique, les produits de ces croisements perdant la vitesse et le raffinement caractéristiques de la race pour gagner en muscles et en lourdeur.

### XVIIIeetXIXesiècles

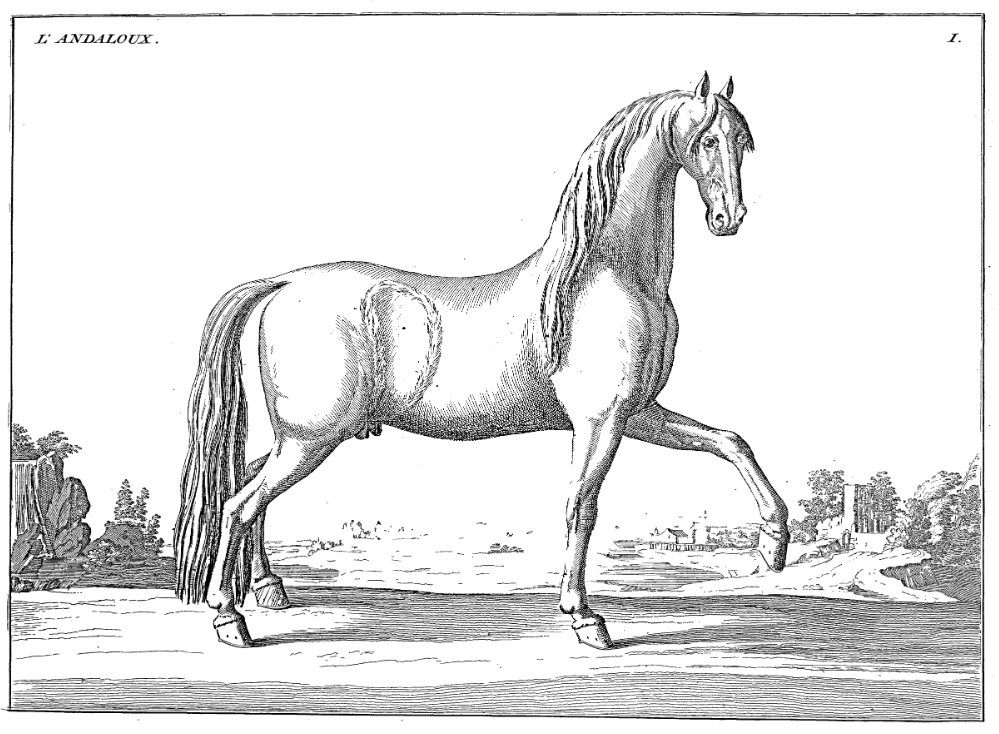
Un cheval andalou vu par le Baron d'Eisenberg en 1759.

Le XVIIIe siècle voit le début du déclin de la race. Avec l'introduction du Pur-sang, l'intérêt pour le cheval espagnol disparaît passée la moitié du siècle en Grande-Bretagne, bien qu'il reste globalement populaire à travers toute l'Europe jusqu'au début du siècle suivant. François Robichon de La Guérinière, écuyer sous Louis XV, ne manque pas de s'accorder avec tous les auteurs qui préfèrent le cheval espagnol, en le considérant comme le meilleur de tous. Buffon rejoint cette opinion.
En 1789, un premier stud-book de la race voit le jour en Espagne, mais l’empire napoléonien met à mal l’élevage espagnol, emportant et utilisant les meilleurs spécimens. Beaucoup de chevaux ont été volés ou réquisitionnés, y compris pendant la guerre des Oranges, la guerre d'indépendance espagnole et les trois guerres carlistes. Un troupeau d'Andalous a été caché aux envahisseurs français et par la suite utilisé pour renouveler la race,. L'élevage a perdu en qualité et décliné dramatiquement. Les rapporteurs de l’époque (1821) craignent même la disparition de l'Andalou. L'instabilité politique qui règne en Espagne jusqu'au milieu du XXe siècle est un facteur important dans le déclin de la race.
En 1822, les éleveurs commencent à pratiquer des croisements avec l'Anglo-normand ainsi que l'Arabe. La mécanisation croissante et l'évolution des besoins au sein de l'armée demandent plus de vitesse chez les chevaux pendant les charges de cavalerie et plus de puissance chez les chevaux d'artillerie. En 1832, une épidémie affecte sérieusement la population équine espagnole, un seul petit troupeau survit dans un haras du monastère de Cartuja. Le cheval espagnol souffre en parallèle d’une baisse de popularité. Trouvé trop robuste, la mode se porte plutôt vers les chevaux plus légers et élancés, beaucoup plus adaptés aux courses et à la chasse, très en vogue à l’époque. Jusqu'au début du XXe siècle, les éleveurs européens, en particulier Allemands, se détournent des Andalous et des Napolitains (qui étaient à la mode depuis le déclin de la chevalerie) pour mettre l'accent sur l'élevage des Pur-sangs et des demi-sangs, appauvrissant encore davantage l'effectif d'Andalous. En dépit de ce changement d'orientation, l'élevage a lentement récupéré. En 1869, le salon du Cheval de Séville (à l'origine commencé par les Romains[pas clair]) accueille entre dix et douze mille chevaux espagnols. Quelques monastères chartreux d'Andalousie, dont la chartreuse de Jerez de la Frontera, ainsi que les écuries royales continuent l'élevage et maintiennent un patrimoine génétique de qualité.

### XXeetXXIesiècles

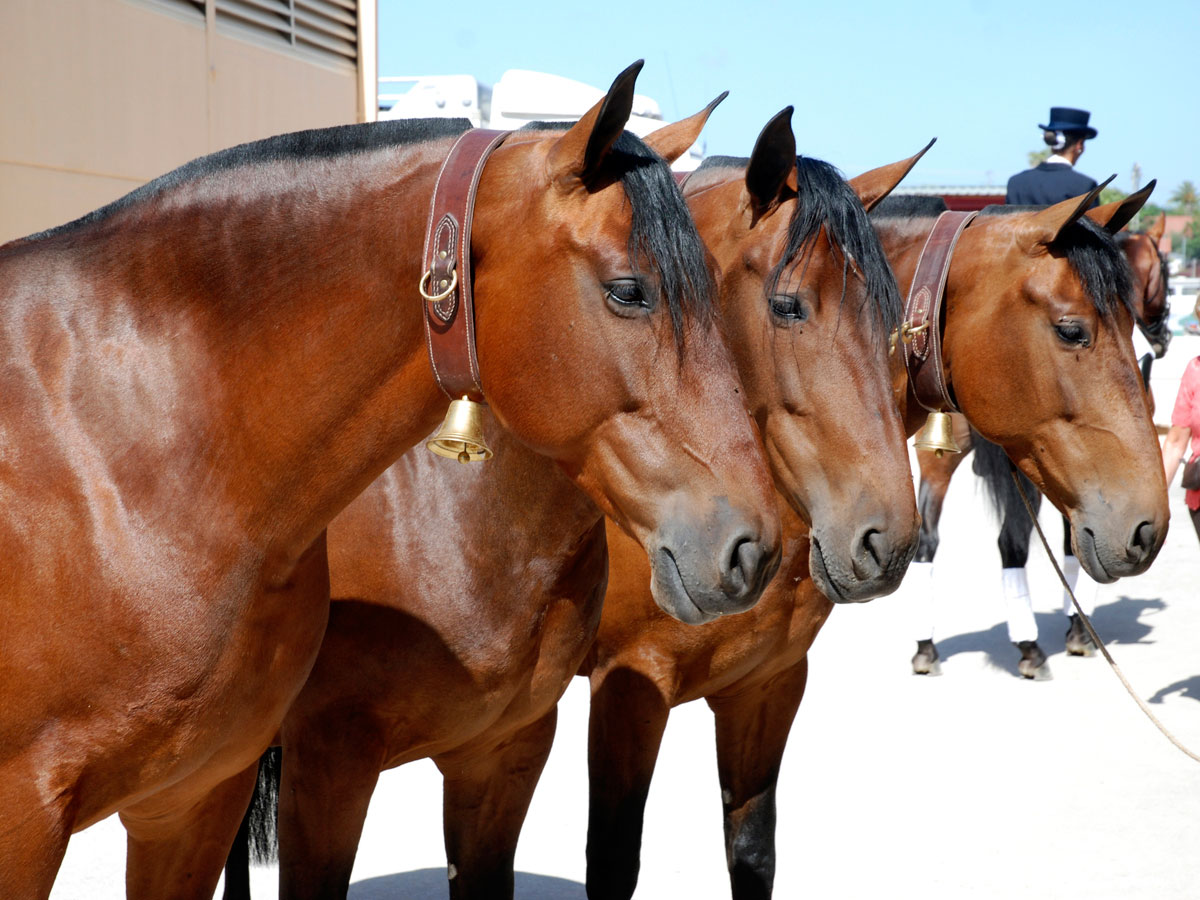
« Cobra » de juments PRE baies à Valence.

Au début du XXe siècle, l'élevage de chevaux en Espagne commence à se concentrer sur d'autres races, en particulier de trait, Arabes, Pur-sangs, et des croisements entre ces races ou avec l'Andalou. Il n'a plus les faveurs des éleveurs et des militaires, l'effectif diminue de façon significative. Un stud-book espagnol est créé en 1912, avec une volonté délibérée de sélectionner une race nationale et de la démarquer de son « cousin » portugais. Au cours du XXe siècle, ce cheval désormais connu sous le nom de Pure race espagnole (PRE) dans son pays d'origine se reconstruit. Le gouvernement avait gelé les exportations durant près de cent ans. Cette interdiction n’est levée qu'en 1962,. Les premiers PRE sont exportés en Australie en 1971. Deux ans plus tard, the Andalusian Horse Association of Australasia est formée pour l'enregistrement de ces chevaux et de leur progéniture. Les directives strictes de quarantaine interdisent l'importation de nouveaux PRE en Australie pendant de nombreuses années, mais depuis 1999, les règlements sont assouplis et une demi-douzaine de nouveaux chevaux ont été importés.
Les États-Unis importent aussi des animaux. Tous les « Andalous » américains peuvent être rattachés directement aux registres du Portugal et de l'Espagne. L’Asociación Nacional de Criadores de Caballo de Pura Raza Española (ANCCE) est fondée en 1972. Le ministère espagnol de l'Agriculture reconnaît l'ANCCE en tant qu'entité représentative de tous les éleveurs de PRE et des propriétaires à travers le monde, ainsi qu'administrateur du stud-book officiel de la race. Un deuxième groupe, la Foundation for the Pure Spanish Horse ou PRE Mundial, ouvre un autre registre d'élevage du PRE comme une alternative à l'ANCCE. Ce nouveau registre prétend que tous les chevaux enregistrés remontent au stud-book d'origine maintenu par le Cria Caballar, qui était une branche du ministère espagnol de la Défense, depuis 100 ans. Ainsi, le registre PRE Mundial se décrit comme plus authentique. L'Association française des éleveurs de chevaux de pure race espagnole est créée en 1986.
En août 2011, une action en justice est menée pour déterminer le détenteur légal du stud-book du PRE. L’Unión de Criadores de Caballos Españoles (UCCE, Union des éleveurs de chevaux espagnols) porte l'affaire devant les plus hautes instances juridiques de l'Union européenne à Bruxelles. Le litige porte sur le transfert, par le ministère de la Défense espagnol, du stud-book (Libro de Origin) maintenu par le Cria Caballar vers l'ANCCE, dénoncé comme étant illégal. Début 2009, les tribunaux ont statué, au nom de l'UCCE, sur le fait que le Cria Caballar a bien créé le stud-book. Il a été formé par une entité gouvernementale puis transféré vers une entité privée, ce qui est contraire à la loi de l'Union européenne concernant les stud-book. Cette loi a été enfreinte par le transfert du stud-book vers l'ANCCE, qui est une organisation non gouvernementale. Le tribunal a estimé qu'en donnant le contrôle exclusif du stud-book à l'ANCCE, le ministère espagnol de la Défense a agi de manière discriminatoire. Il a jugé que l'Espagne devait donner la permission de maintenir un stud-book (appelé Libro genealógico en espagnol) à toute association internationale ou association nationale espagnole qui le demande. Sur la base de la décision du tribunal de Bruxelles, une demande a été faite par la Foundation for the Pure Spanish Horse pour maintenir le stud-book du PRE tenu aux États-Unis. En mars 2011, l'Espagne n'a pas révoqué le droit de l'ANCCE d'être le seul détenteur du stud-book du PRE, le pays a plutôt réaffirmé qu'il s'agit d'une organisation d'État.
La crise qui frappe l'Espagne depuis 2008 a des effets négatifs sur l'élevage et le bien-être de ces chevaux. L'Andalousie étant particulièrement touchée par les difficultés financières, de nombreux propriétaires tentent de les garder en économisant les coûts ou bien se séparent de leurs PRE à des prix très bas, y compris pour qu'ils soient abattus.

## Description

### Morphologie

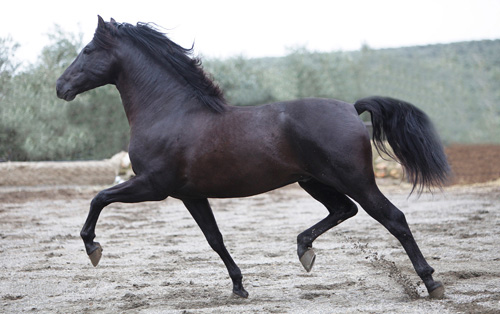
Pure race espagnole noir au trot dans son paddock.

La conformation générale du Pure race espagnole est celle d’un cheval compact, puissant, bien bâti mais très élégant. C’est en effet un cheval très raffiné avec une forte présence. Un léger manque de vitesse est constaté mais celui-ci est compensée par une très grande agilité. La hauteur au garrot est de minimum 1,50 m pour les juments et 1,52 m pour les mâles, avec une moyenne de 1,60 m. Les PRE sont longtemps restés de petits chevaux mais la race a fort évolué ces dernières décennies[Quand ?], et certains sujets dépassent les 1,70 m. La race présente un important dimorphisme sexuel, les juments étant beaucoup plus fines que les mâles, particulièrement au niveau de l'encolure.

#### Tête

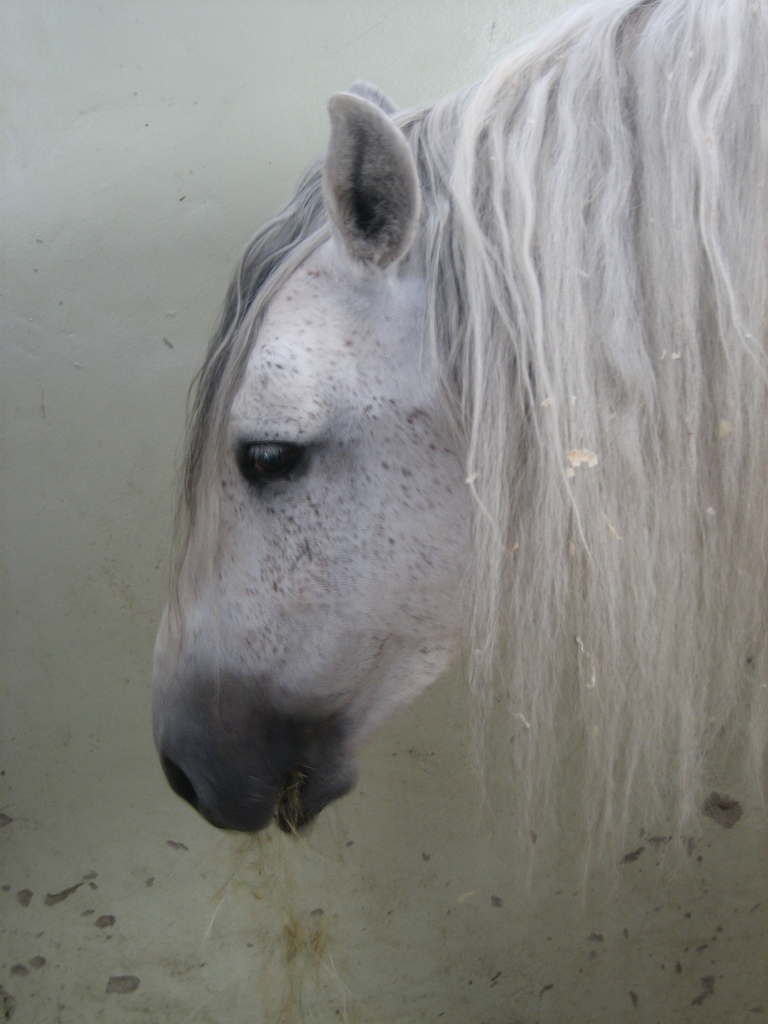
Tête d’un pure race espagnole à la robe grise.

La tête est de taille moyenne à longue, bien proportionnée et plutôt fine, surtout chez les juments,. Le front est large et le profil droit ou subconvexe. L’œil est grand, le regard vif et expressif. Les oreilles sont de petite taille, bien actives et la pointe tournée vers l'extérieur. Les naseaux sont bien formés et peuvent s’étendre pour obtenir une grande quantité d’air à l’effort. La lèvre supérieure est bien mobile et la bouche d’une grande sensibilité. Le bout du nez est légèrement effacé.

#### Corps
Le corps est court et robuste. L’encolure est légèrement arquée, de longueur moyenne et bien attachée en harmonie avec le reste du corps. Longue et épaisse, elle reste toutefois très élégante. Le poitrail est large, profond et musclé. Les épaules sont obliques, bien musclées, longues et amples. Le garrot est bien sculpté, large, musclé et bien sorti. La ligne dorsolombaire est droite et le dos est court,. Le rein est court, musclé, horizontal et large, parfaitement uni au dos et à la croupe. Chez certains individus, le dos donne l'impression d'être légèrement ensellé. Les côtes sont légèrement arquées, le flanc est court et plein. L'abdomen est assez rond. La croupe est bien ronde, puissante et inclinée, de longueur et largeur moyennes, avec la naissance de la queue attachée bas, laquelle se maintient collée à l'allure du pas.

#### Membres
Les membres sont d'une longueur moyenne, nets et raffinés. Cela n'empêche pas une bonne robustesse. Les membres antérieurs ont des bras musclés en angle harmonieux avec l'épaule. Les avant-bras sont bien dirigés et forts, les genoux secs, les canons plutôt longs, à la peau fine et aux tendons nets. Les boulets sont secs et forts, les paturons relativement longs et obliques. Les cuisses et les fesses sont musclées, les jarrets légèrement coudés et haut placés. Les régions des membres postérieurs situées au-dessous du tarse sont identiques aux membres antérieurs. Les aplombs de tous les membres sont bons. Les articulations sont larges. Les pieds sont bien formés et le sabot est dur et bien proportionné.

#### Crins
Les crins sont longs, brillants et très abondants. Ils sont généralement ondulés. Une queue touchant le sol et des crins très longs sont appréciés, ce qui demande un entretien tout particulier. Des tresses souples sont ainsi confectionnées pour empêcher les crins de s'emmêler ou se casser.

### Robes

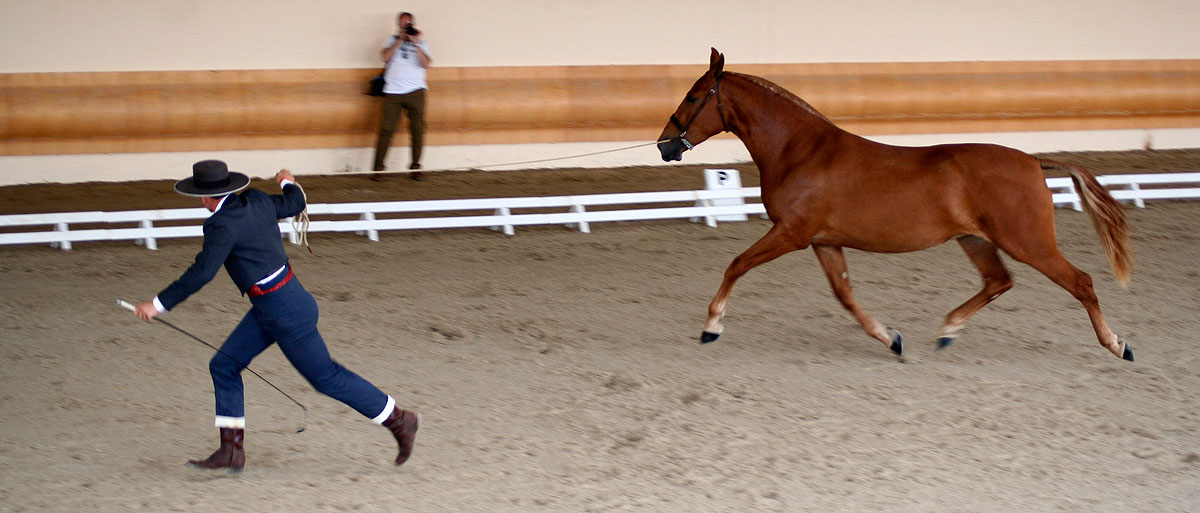
Jument Pure race espagnole alezane présentée à Valence sur le salon Fiecval, en avril 2013.

La robe la plus répandue chez la race est le gris. Près de 75 % des chevaux sont ainsi concernés. Cette prédominance s’explique par la sélection de la robe grise effectuée par les moines chartreux au cours des siècles. S’agissant d’un gène dominant, la sélection en a été facilitée et la robe s’est répandue.
Les robes baies et noires sont plus rares, mais commencent à devenir courantes. L'alezan a longtemps été considéré comme un défaut. Depuis un décret royal espagnol publié en décembre 2002, toutes les robes sont admises chez la race. L’alezan est concerné, mais ce décret signifie surtout que toutes les robes et particularités sont désormais admises, les yeux bleus comme les marques primitives. Cette ouverture a entraîné un engouement commercial pour les robes rares, et certains chevaux de couleur peuvent atteindre des sommes très importantes à la vente. La robe pie semble avoir totalement disparu chez la race. On en retrouve cependant des traces s’exprimant dans des balzanes haut chaussées ou de grandes listes chez certains sujets.
En 2020, les dénominations officielles des robes chez la race sont revues pour se rapprocher de la réalité génétique.

### Allures
Les allures sont historiquement relevées, avec une aptitude naturelle au piaffer et au passage, cette dernière allure étant d’ailleurs l’une de ses allures les plus brillantes. La sélection mène de plus en plus à des sujets aux allures plus étendues, avec un geste aérien et énergique. Le « billardage », défaut fréquemment rencontré chez la race, tend à disparaître.
Le Pure race espagnole a fait l'objet d'une étude visant à déterminer la présence de la mutation du gène DMRT3 à l'origine des allures supplémentaires : l'étude de 46 sujets a permis de détecter la présence de cette mutation à très basse fréquence, sans permettre de confirmer l’existence de chevaux avec des allures supplémentaires parmi la race. 

### Tempérament
Au niveau du caractère, le PRE est un cheval facile et intelligent. S'il est fier et courageux, il garde toujours un tempérament agréable. Docile, sobre et résistant, il s'adapte bien au dressage. Sa bouche délicate en fait un cheval fin et obéissant, quand il est monté correctement.

### Génétique
Le Pure race espagnole a fait l'objet de plusieurs études génétiques. L'analyse de son sang a prouvé la présence de six variantes d'allèles rares. Le PRE est très proche génétiquement du Lusitanien, mais ne présente pas de proximité marquée avec les races du Pur-sang, du Connemara et de l'Arabe,. Une analyse de ses tissus musculaires, les comparant avec ceux du Pur-sang et de l'Arabe, démontre qu'il dispose de moins d'endurance que ces deux autres races.

### Lignées et types
Le Pure race espagnole dit « Chartreux » ou « Cartujano » est généralement considéré comme la plus pure souche de la race, et possède l'un des registres généalogiques les plus anciens du monde. Le Cartujano pur est rare, environ 12 % des chevaux andalous enregistrés entre la fondation du stud-book au XIXe siècle et l'année 1998 en sont. Ils ne représentent que 3,6 % de l'ensemble des animaux reproducteurs, mais 14,2 % des étalons utilisés pour la reproduction. Par le passé, les Cartujano ont été privilégiés dans l'élevage, menant à une grande proportion d'ascendance de la population de la race depuis un petit nombre de chevaux, ce qui a peut-être limité la diversité génétique. Une étude réalisée en 2005 a comparé la distance génétique entre les chevaux Cartujano et les autres PRE. Ils ont calculé un indice de fixation (Fer) basé sur des informations généalogiques. La distinction entre les deux n'est pas étayée par une preuve génétique. Cependant, il y a de légères différences physiques. Les Cartujano sont plus « orientaux » ou concaves dans leur forme de tête et présentent plus souvent la robe grise, tandis que les non-Cartujano tendent vers des profils convexes et présentent plus souvent d'autres couleurs de robe comme le bai.

### Sélection

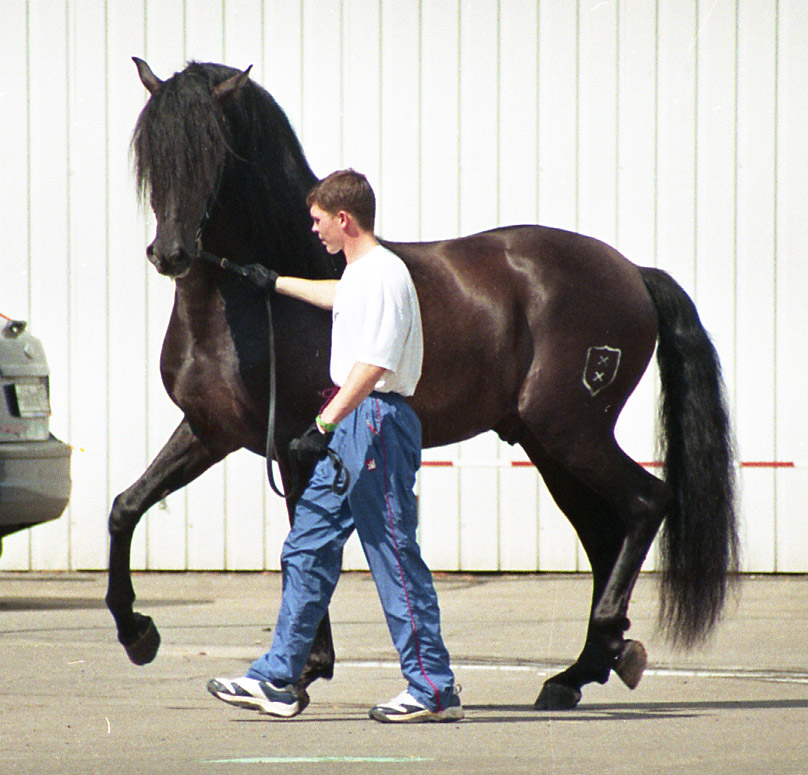
Cheval « andalou » en présentation à Moscou.

Le Pure race espagnole fait l'objet d'une pression de sélection pour accentuer certains traits morphologiques. Dans de nombreuses régions du monde, les associations d'élevages gèrent à la fois le stud-book de l'« Andalou » et celui du Lusitanien. C'est le cas de l'International Andalusian and Lusitano Horse Association (IALHA), qui revendique le plus grand nombre d'adhérents et de chevaux enregistrés chez la race. D'autres, comme l'Asociación Nacional de Criadores de Caballo de Pura Raza Española (ANCCE) en Espagne, utilisent le nom Pure race espagnole ou PRE, et affirment être la seule autorité à enregistrer officiellement et fournir de la documentation sur les PRE, à la fois en Espagne et dans le reste du monde. En Australasie, l'Australasia Andalusian Association enregistre les « Andalous » (le registre de la race considère ce nom comme interchangeable avec celui de PRE), y compris australiens et issus de croisements avec d'autres races. Ils partagent la responsabilité du « Purebred Iberian Horse » (croisement de PRE et de Lusitanien) avec la Lusitano Association of Australasia. Dans le registre australien, plusieurs niveaux de croisement sont distingués. Un premier niveau de croisement est à 50 % Andalou, un second niveau de croisement avec un Andalou pur donne un cheval à 75 % Andalou. Le troisième niveau de croisement, connu dans ce registre sous le nom de d'Australian Andalusian, est celui d'un individu du second niveau (à 75 %) avec un Andalou pur. Il figure comme « réserve d'élevage » dans le registre. L'ANCCE n'enregistre que les chevaux provenant de certaines lignées reconnues. En outre, tous les animaux reproducteurs doivent suivre un processus d'évaluation. L'ANCCE assume des fonctions d'association-mère internationale pour tous les éleveurs à travers le monde qui enregistrent leurs chevaux comme étant des PRE. Par exemple, l'United States PRE association (association PRE des États-Unis) est affiliée à l'ANCCE, suit les règles de l'ANCCE, et dispose d'un système de gestion tout à fait distinct de celui de l'IALHA.

## Utilisations
Le PRE a toujours été sélectionné sur ses qualités physiques au cours des siècles. Au XVIIe siècle, l'anglais Cavendish témoigne qu'ils étaient beaucoup plus rapides que tous les autres chevaux connus à l'époque. En 1831, les chevaux de cinq ans étaient réputés pouvoir galoper sans changer le rythme pendant quatre ou cinq lieues, soit environ 15 km. En 1925, l'armée portugaise exigeait des chevaux capables de « couvrir 40 kilomètres sur un terrain accidenté à une vitesse minimum de 10 kilomètres par heure, et au galop un parcours plat de 8 km à une vitesse minimum de 800 mètres par minute en portant un poids d'au moins 70 kg ». Les militaires espagnols avaient des normes similaires.

### Dressage
Par son élevage et sa sélection, le Pure race espagnole est avant tout un cheval de selle. Ses prédispositions naturelles en font un cheval très apprécié pour le dressage, que ce soit pour la basse ou la haute école. Cette haute école est encore pratiquée et mise en valeur, principalement par l'action notable de l'École royale andalouse d'art équestre. Dépositaire directe et naturelle de l’équitation académique espagnole de la Renaissance, elle a, parmi ses nombreuses missions, celle de la promotion du cheval de Pure race espagnole. Ses mouvements sont agiles, élevés, étendus, énergiques et doux, lui permettant de prendre de nombreuses attitudes dont le rassembler. Cela le rend apte pour exécuter les figures de haute école. Le PRE est de plus en plus recherché pour pratiquer l'équitation classique.

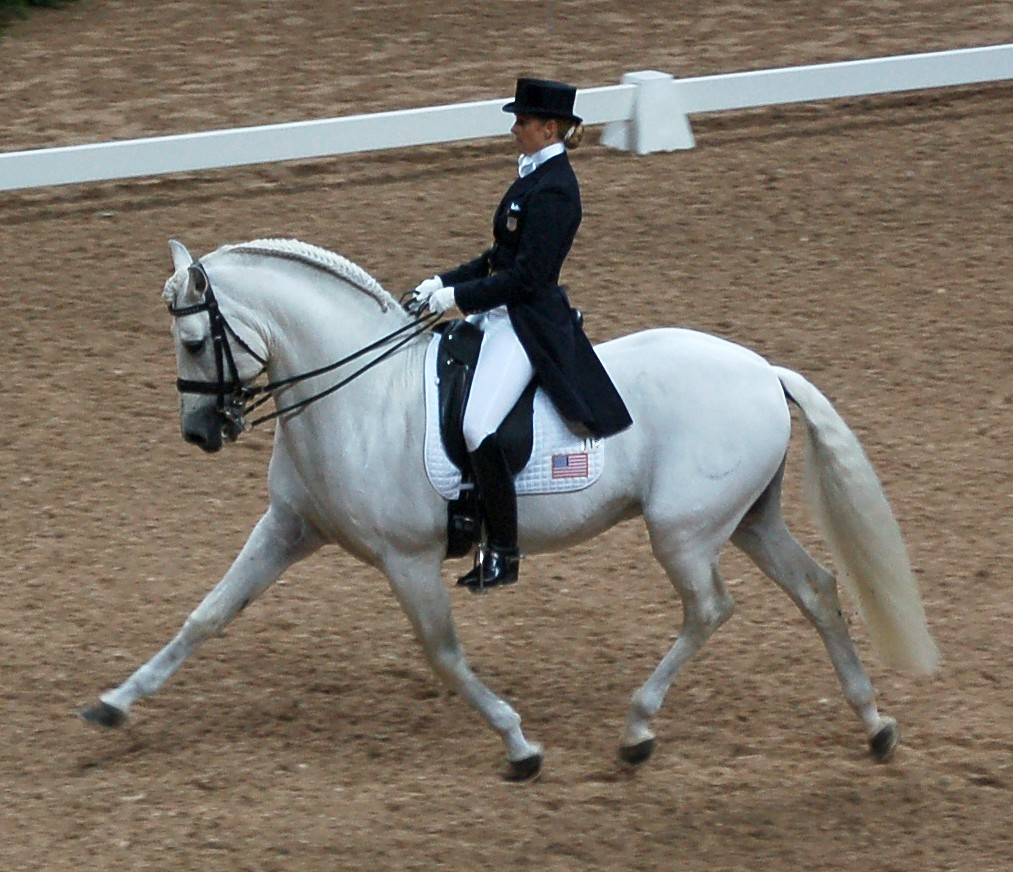
PRE lors d’une compétition internationale de dressage.

Au niveau des compétitions de dressage, le Pure race espagnole est régulièrement présent sur la scène internationale. Aux Jeux olympiques d'Atlanta de 1996, c'était la première fois que l'équipe espagnole de dressage atteignait une phase finale des Jeux Olympiques et pour la première fois des chevaux PRE, appelés Event, Flamenco et Invasor, y participaient. Ce dernier était le plus jeune de tous les chevaux inscrits en dressage, ce qui est un signe de l'intelligence et de la volonté de travail de la race. Aux Jeux olympiques de Sydney en 2000, il a été la prochaine étape. Invasor et Distinguido ont réussi avec l'équipe à terminer à la 7e place. Deux PRE font partie de l'équipe nationale espagnole médaillée de bronze aux Jeux équestres mondiaux de 2002. Certains sujets ont marqué l’histoire du dressage espagnol. C’est le cas d'Invasor, qui, avec son cavalier Rafael Soto, a remporté de nombreuses compétitions nationales et internationales de dressage, notamment une médaille d’argent par équipe aux Jeux olympiques d'été de 2004 à Athènes. Cette équipe médaillée est d’ailleurs composée d'un autre PRE, Oleaje, monté par Ignacio Rambla. Plus récemment, lors des Jeux olympiques d'été de 2008 à Pékin, deux chevaux PRE prennent part à la compétition : l’étalon Rociero XV pour les États-Unis et Fuego XII pour l’Espagne. Le Pure race espagnole a cependant du mal à s’imposer lors des grandes compétitions internationales où la concurrence face aux chevaux allemands et hollandais est très difficile. Les compétitions officielles sont en effet soumises à une approche germanique du dressage où le mouvement en avant, les allures amples et la rectitude sont privilégiés. Avec son dos court et son modèle compact, le pure race espagnole est morphologiquement pénalisé par la faible étendue de ses allures, mais également par sa grande souplesse qui le rend difficile à maintenir droit. Certaines figures comme le changement de pied au temps sont rendues compliquées. Pour pallier ces difficultés inhérentes à la race, un soin tout particulier a été porté sur l’élevage ces dernières années pour l’améliorer, et notamment en produisant des chevaux plus grands et aux allures plus étendues,.

### Équitation traditionnelle et de travail

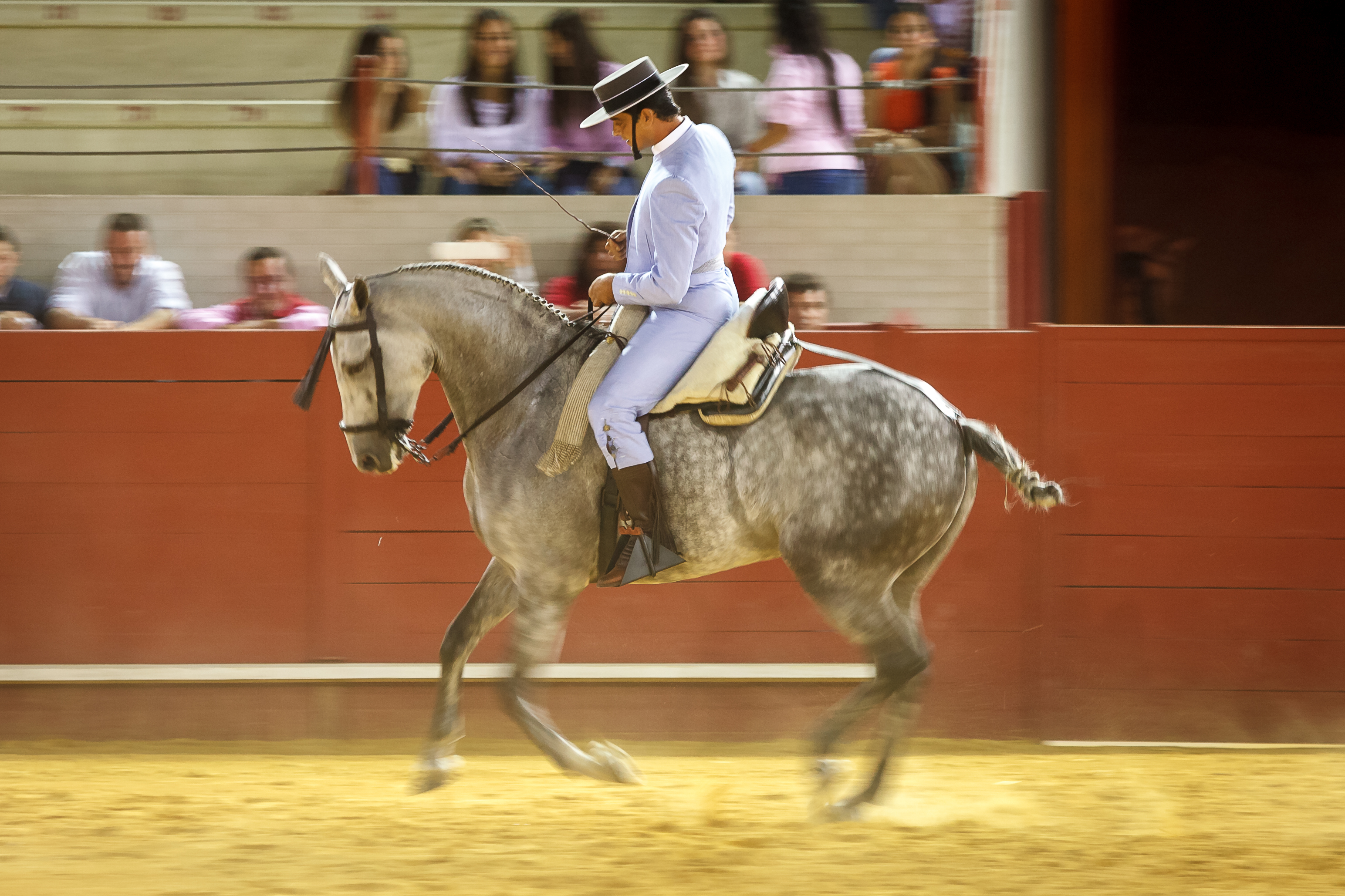
Présentation de doma vaquera.

Très lié à la culture espagnole, le PRE a été beaucoup utilisé comme cheval de travail avec les taureaux, connus pour leur agressivité. Jusque dans les années 1960, les juments participaient traditionnellement à la trilla, une méthode de battage du grain. Les juments, parfois pleines ou avec des poulains à leur côté, passaient des jours pleins au trot sur le grain. En plus d'être une pratique d'agriculture traditionnelle, la trilla a également servi comme test d'endurance, de rusticité et de volonté pour les lignées maternelles de la race. Le PRE reste présent dans plusieurs formes d’équitation traditionnelle, que ce soit en équitation de travail, en doma vaquera et en tauromachie. Son sens du bétail et sa forte mobilité latérale sont autant d’atouts dans ces différentes pratiques. La doma vaquera est ainsi une discipline dans laquelle le Pure race espagnole excelle. Ce travail du bétail a la particularité de demander des mouvements spécifiques, d’un haut niveau technique voire artistique, qui exigent du cheval une grande réactivité et une osmose parfaite avec son cavalier. Lors des corridas, les rejoneadors chevauchent également des chevaux de Pure race espagnole. Ces chevaux sont de grande qualité et extrêmement bien dressés.

### Spectacle équestre, mascottes
Par son charisme et sa facilité d’apprentissage, le Pure race espagnole est un très bon cheval de spectacle. On le rencontre fréquemment au cirque, dans les spectacles équestres et également au cinéma. Au cirque, Alexis Grüss et les Knie emploient des chevaux ibériques dans leurs spectacles. Dans les spectacles et films auxquels il participe, Mario Luraschi utilise également une grande majorité de chevaux ibériques, et donc des Pure race espagnole,. L’académie équestre du Puy du Fou utilise également des chevaux PRE dans ses spectacles. Le cabaret équestre Zingaro, Yves Bienaimé au Musée vivant du cheval de Chantilly, et bien d’autres ont utilisé des chevaux ibériques pour une ou plusieurs réalisations de spectacles équestres. Traveler, la mascotte de l'université du Sud de la Californie, est un andalou,.

### Attelage

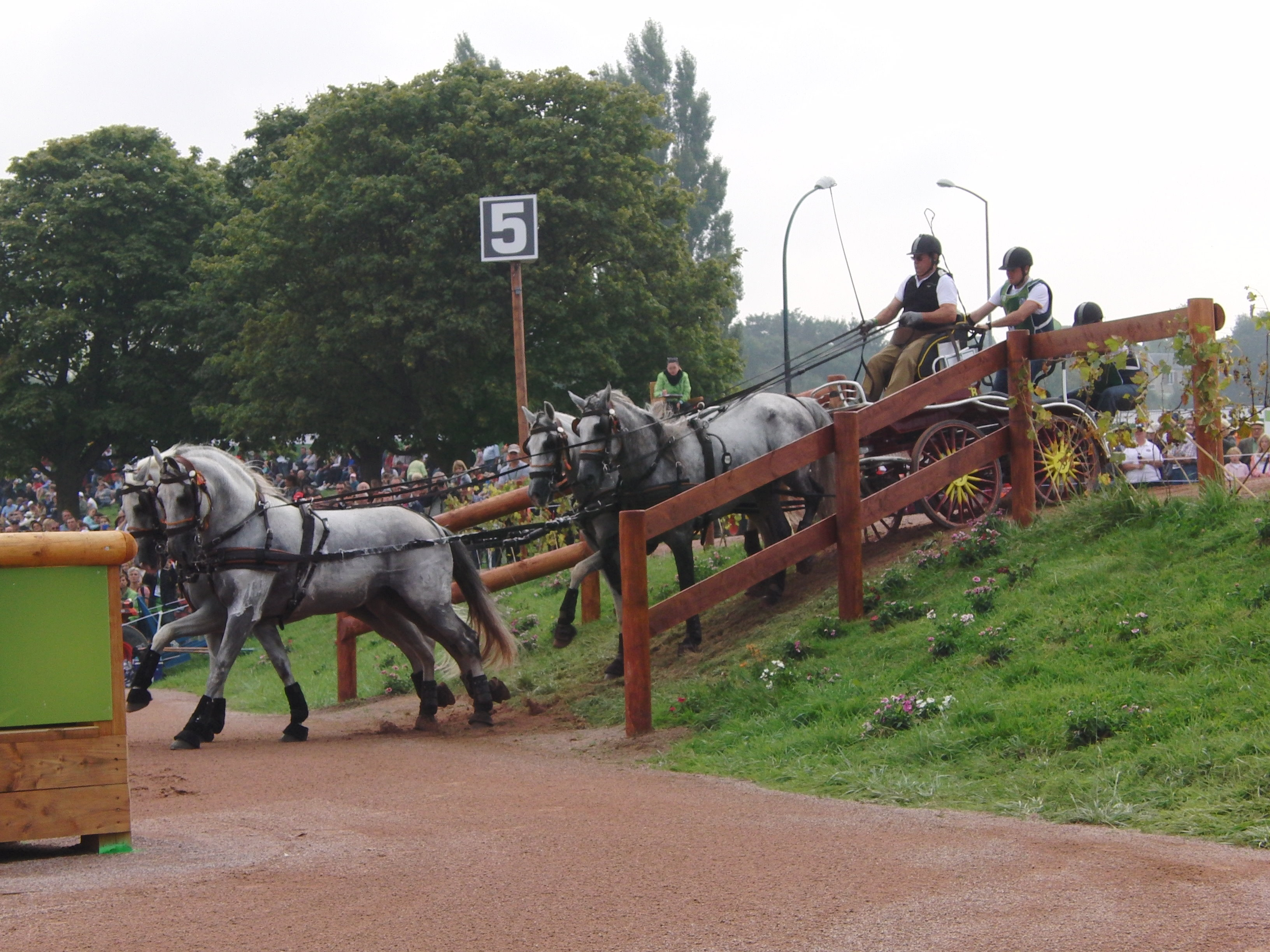
Le meneur espagnol José Barranco Reyes et ses PRE aux Jeux équestres mondiaux de 2014.

Le Pure race espagnole a toujours été attelé en Andalousie. L’attelage traditionnel, dit « a la calesera », présente des chevaux ornés et harnachés de très nombreux pompons et clochettes aux couleurs les plus variées. Ce type d’attelage est fréquemment rencontré lors des ferias. La participation du PRE en attelage de compétition est encore récente, mais on trouve déjà des sujets tournant à haut niveau en compétition. Dans cette discipline, l’épreuve de maniabilité est son point fort. Mais il pèche encore sur l’épreuve de marathon, épreuve demandant de grandes qualités d'endurance que le PRE n’a pas développées au cours des siècles. Une sélection toute particulière a été mise en place progressivement afin d'améliorer cette qualité chez la race. Le meneur espagnol José Barranco Reyes a ainsi participé aux Jeux équestres mondiaux de 2014 avec ses chevaux Pure race espagnole en attelage à quatre.

### Autres disciplines

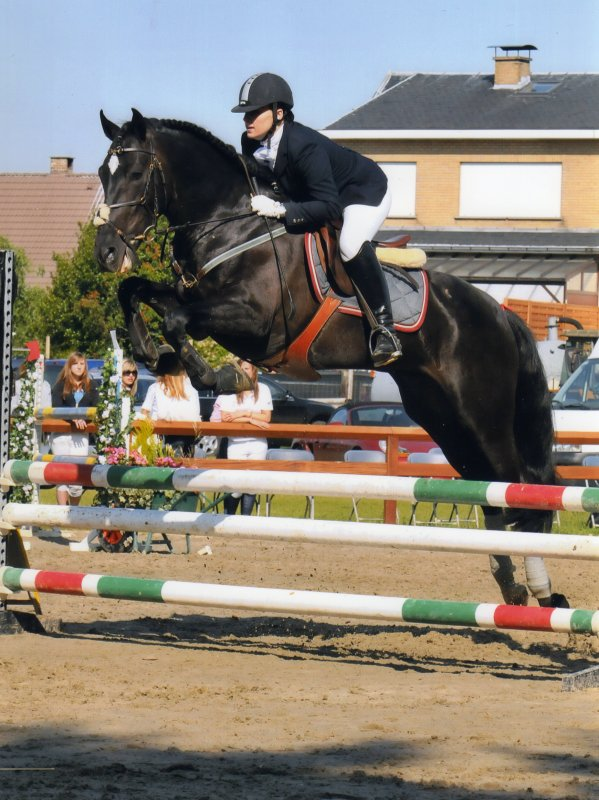
Pure race espagnole sur un concours de saut d'obstacles.

Le pure race espagnole est également adapté à la pratique d'autres disciplines. C’est un bon cheval de loisir et de randonnée où son caractère stable et ses allures confortables sont très appréciés,. En Espagne, les PRE peuvent également être rencontrés sur des épreuves de saut d'obstacles. Certains sujets se défendent sur des hauteurs d'1,40 m. Dans le reste du monde, leur utilisation dans cette discipline est beaucoup plus anecdotique, des races spécialement sélectionnées pour le saut d’obstacles leur étant préférées.

### Croisements et influence sur d'autres races
Le Pure race espagnole est parfois utilisé en croisements pour créer d'autres races. Il entre dans la formation de l'Hispano-arabe, nommé Aralusian aux États-Unis, qui est issu du croisement des PRE et des Pur-sang arabes. Il est aussi à l'origine de l'Aztèque, issu d'un croisement avec des Quarter Horses et des Criollo pratiqué au Mexique,, et plus récemment de l'Ispazon (en Europe) ou Warlander (aux États-Unis), issu d'un croisement avec des Frisons, de même que du Spanish Norman (croisement avec le Percheron) depuis les années 1990,.
Les activités militaires de l'Espagne entre les XIVe et XVIIe siècles ont demandé un grand nombre de chevaux, plus que ne pouvait en produire le pays. Le gouvernement espagnol a autorisé ses troupes à monter les étalons, jamais les juments ou les hongres. Cela a favorisé le croisement des étalons espagnols avec les juments locales de différents pays, partout où se rendaient les troupes. De ce fait, l'influence génétique de l'Andalou est présente chez d'autres races européennes. Les derniers membres de la famille des Habsbourg, qui règnent à la fois sur l'Espagne et d'autres pays d'Europe, favorisent le croisement de l'Andalou avec d'autres races d'Europe centrale et des Pays-Bas. Beaucoup de races proviennent de cette influence ibérique, entre autres le Napolitain, le Groningen, le Lipizzan et le Kladruber,. Très présents à la cour germanique pour l'équitation classique au XVIe siècle, les chevaux espagnols montrent leur influence sur nombre de races comme le Hanovrien, le Holsteiner, l'Ostfriesen et l'Oldenbourg. Les Hollandais élèvent le Frison et le Gelderland à partir de chevaux espagnols, tout comme les Danois avec le Frederiksborg et le Knabstrup.
Les Andalous ont une influence significative sur la naissance de l'Alter Real, une lignée du Lusitanien. Le Genet d'Espagne, ancêtre de l'Andalou, est à l'origine du cheval colonial espagnol sur le continent américain, qui a lui-même donné un très grand nombre de races équines américaines parmi lesquelles le Paso Fino, le Criollo, le Mustang et même le Quarter Horse.

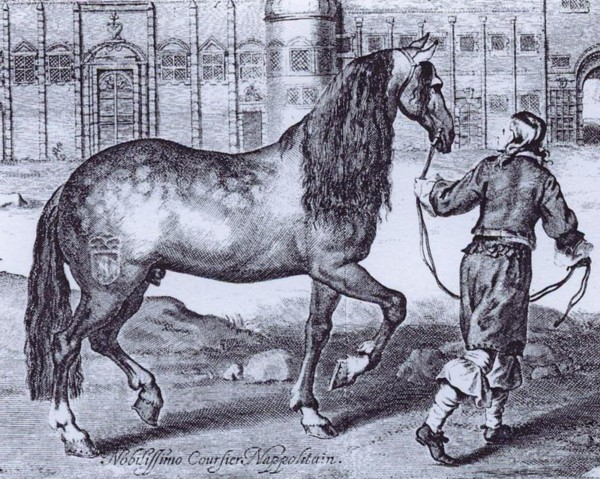
Napolitain.
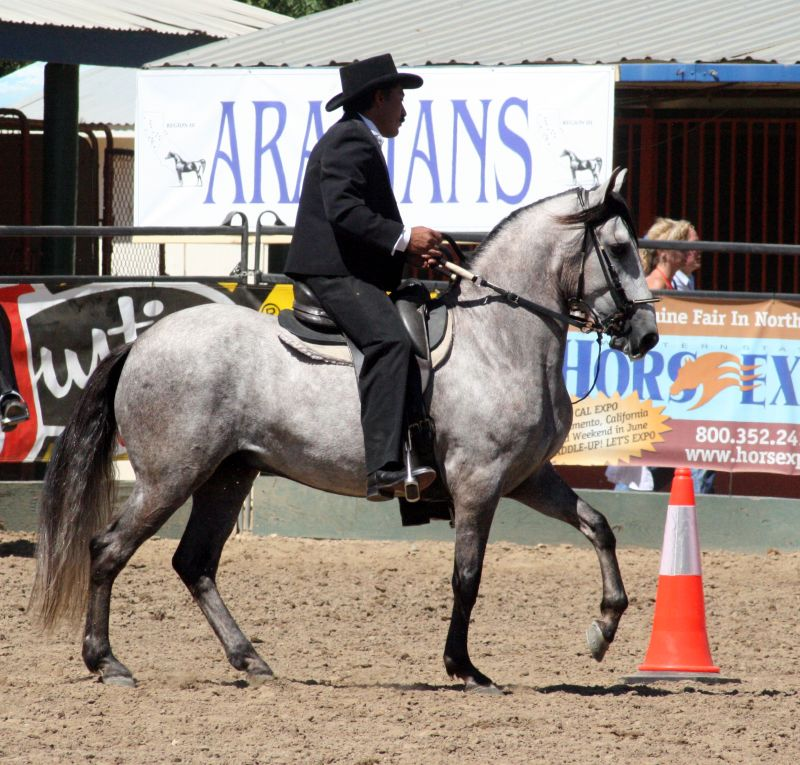
Paso Fino.
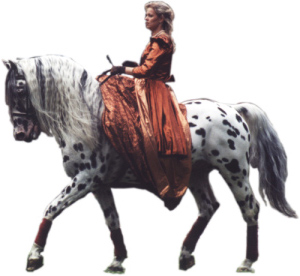
Knabstrup.
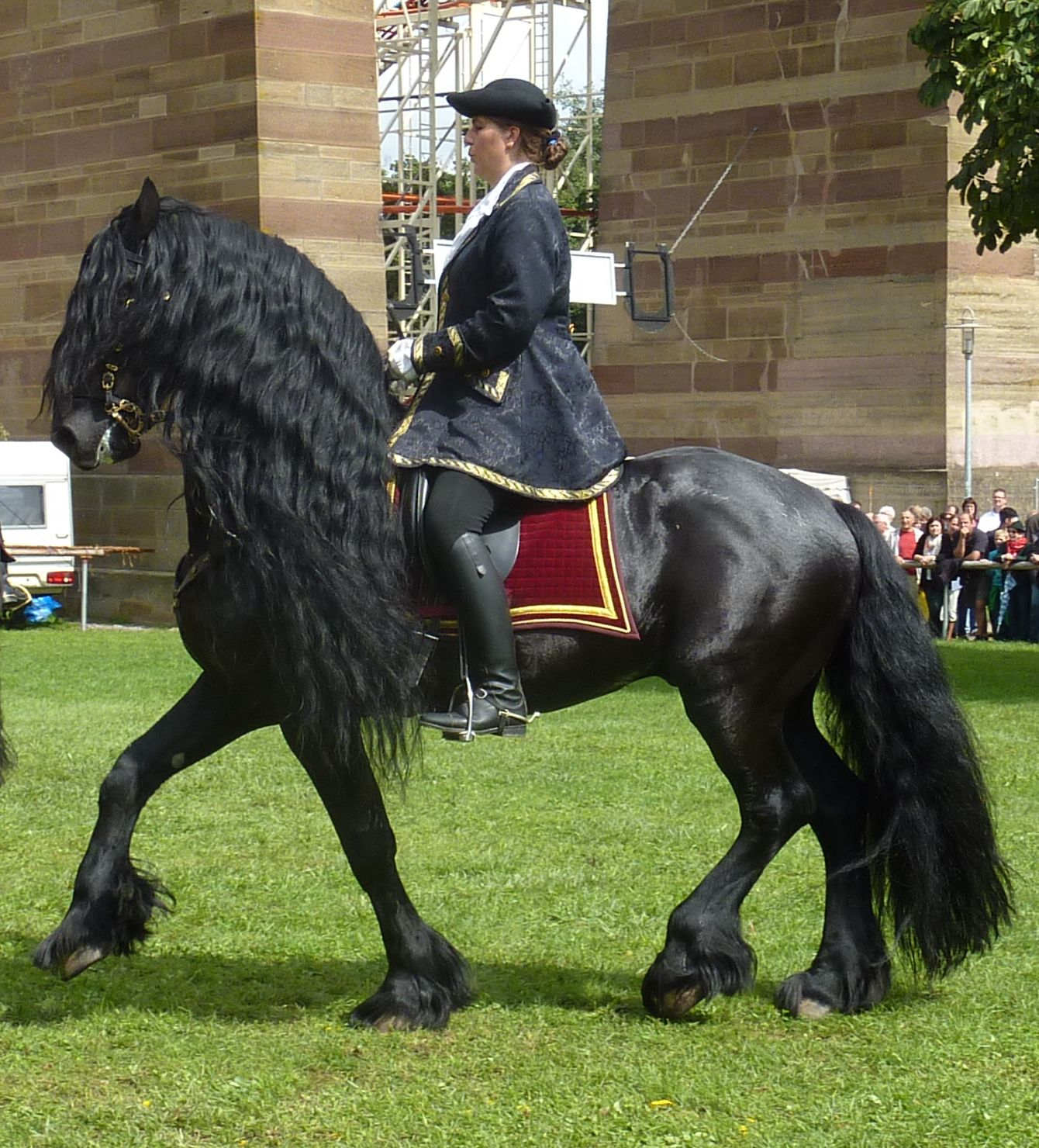
Frison.
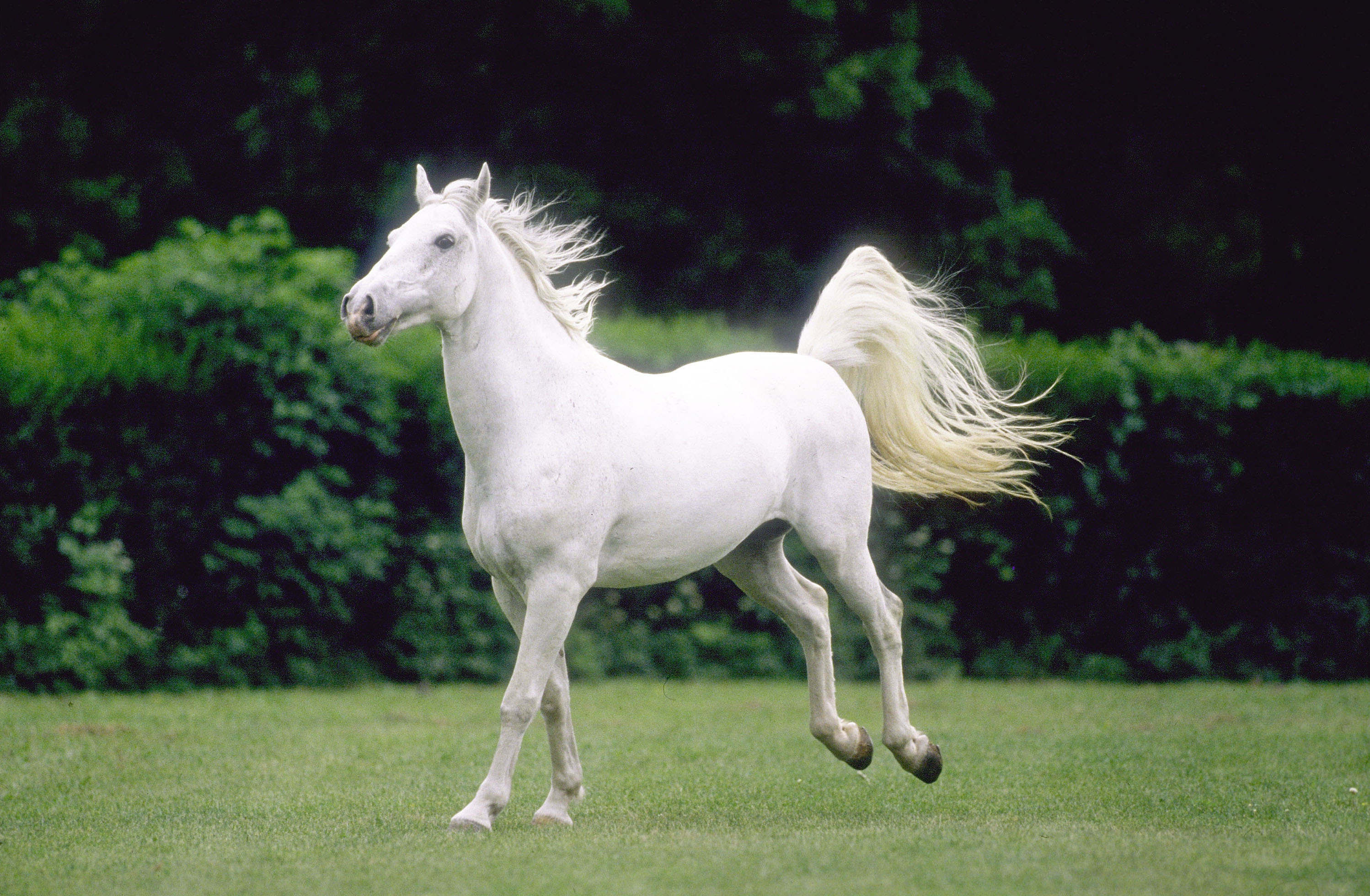
Lipizzan.

## Diffusion de l'élevage

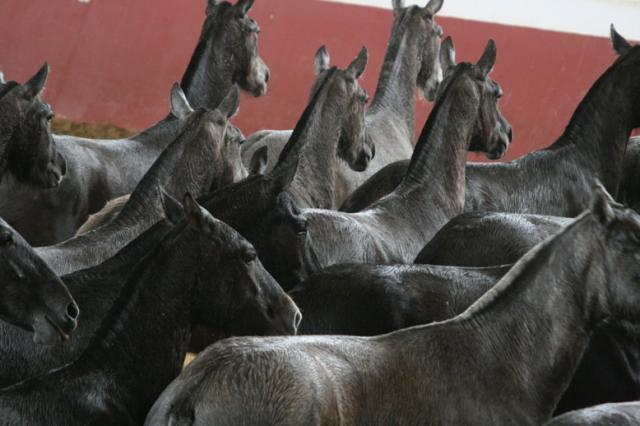
Regroupement de très jeunes PRE.

Le Pure race espagnole est une race transfrontière à diffusion mondiale. L'ouvrage Equine Science (4e édition de 2012) le classe parmi les races de chevaux de selle d'origine espagnole connues au niveau international.
Si l’élevage de chevaux Pure race espagnole est intimement lié à l’Espagne et à l’Andalousie, le PRE est présent et élevé dans une soixantaine de pays, tout particulièrement en France. En 2003, 75 389 chevaux sont inscrits au stud-book international de la race, et parmi eux 6 318 sont de lignée Cartujano. Fin 2010, un total de 185 926 chevaux PRE est enregistré dans la base de données du ministère de l'Environnement espagnol (Ministerio para la Transición Ecológica y el Reto Demográfico). Parmi ceux-ci, 28 801 soit environ 15 % sont stationnés dans d'autres pays que l'Espagne, 65 371, soit environ 42 %, étant en Andalousie.

### En Espagne

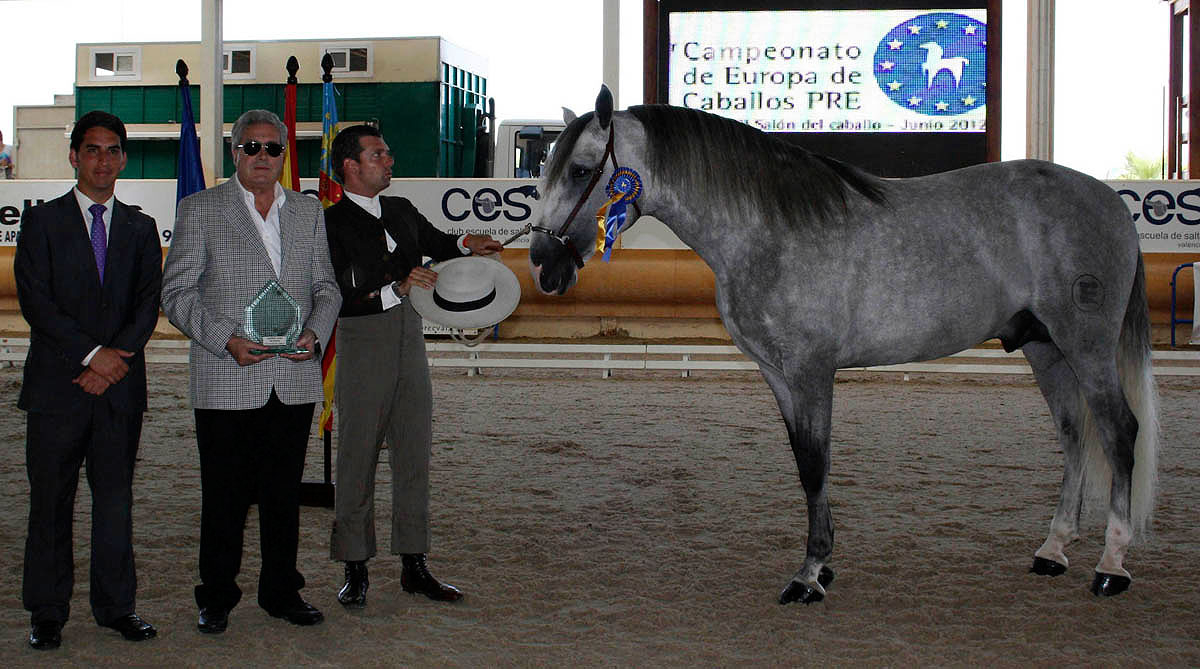
L'un des chevaux PRE primés au salon Fiecval de 2012, à Valence.

Le PRE représente près de 66 % des chevaux en Espagne, soit les deux tiers de l'effectif national. Cet effectif a augmenté au cours du XXIe siècle. Principalement centré sur sa région historique, l'Andalousie (en particulier dans les provinces de Séville, Cadix et Cordoue), son élevage est très rigoureux et sélectif. Seul un certain nombre d’éleveurs est reconnu officiellement pour élever la race. Les produits naissant sont le fruit d’un choix et d'une sélection stricte des reproducteurs. Un livre généalogique est géré par l'Asociación Nacional de Criadores de Caballo de Pura Raza Española (ANCCE) et un autre par la Jefatura de cria caballar y remonta, une administration militaire, qui possède également ses propres haras et dépôts d’étalons. Les élevages privés sont quant à eux composés de près de 3 000 juments et de 800 étalons en 2006. Le stud-book de la race est dit « fermé », c’est-à-dire qu'elle ne peut être croisée avec aucune autre. Le championnat européen du PRE a lieu chaque année en juin à Valence, pendant le salon Fiecval.

### En France
En France, la race a été reconnue par les Haras nationaux en 2005, et le registre d'élevage géré sur place jusqu'en janvier 2013, date à laquelle cette gestion est revenue au stud-book espagnol (ANCCE) qui transmet ensuite ses informations à la France, en application d'une directive européenne,. L’élevage est très important dans le pays. La France est le second pays éleveur de chevaux PRE dans le monde. Il est fortement représenté sur le bassin méditerranéen, mais quelques élevages existent également au nord de la Loire. L’Association française des éleveurs de chevaux de pure race espagnole est l’association chargée de promouvoir la race sur l’ensemble du territoire, elle organise aussi le championnat national français du PRE à Beaucaire chaque année.

### Autres pays
Il y a environ 8 500 animaux aux États-Unis, où l'International Andalusian and Lusitano Horse Association (IALHA) enregistre environ 700 nouveaux poulains de race pure chaque année. Ces chiffres indiquent cependant que l'Andalou reste une race relativement rare dans ce pays.

## Dans la culture

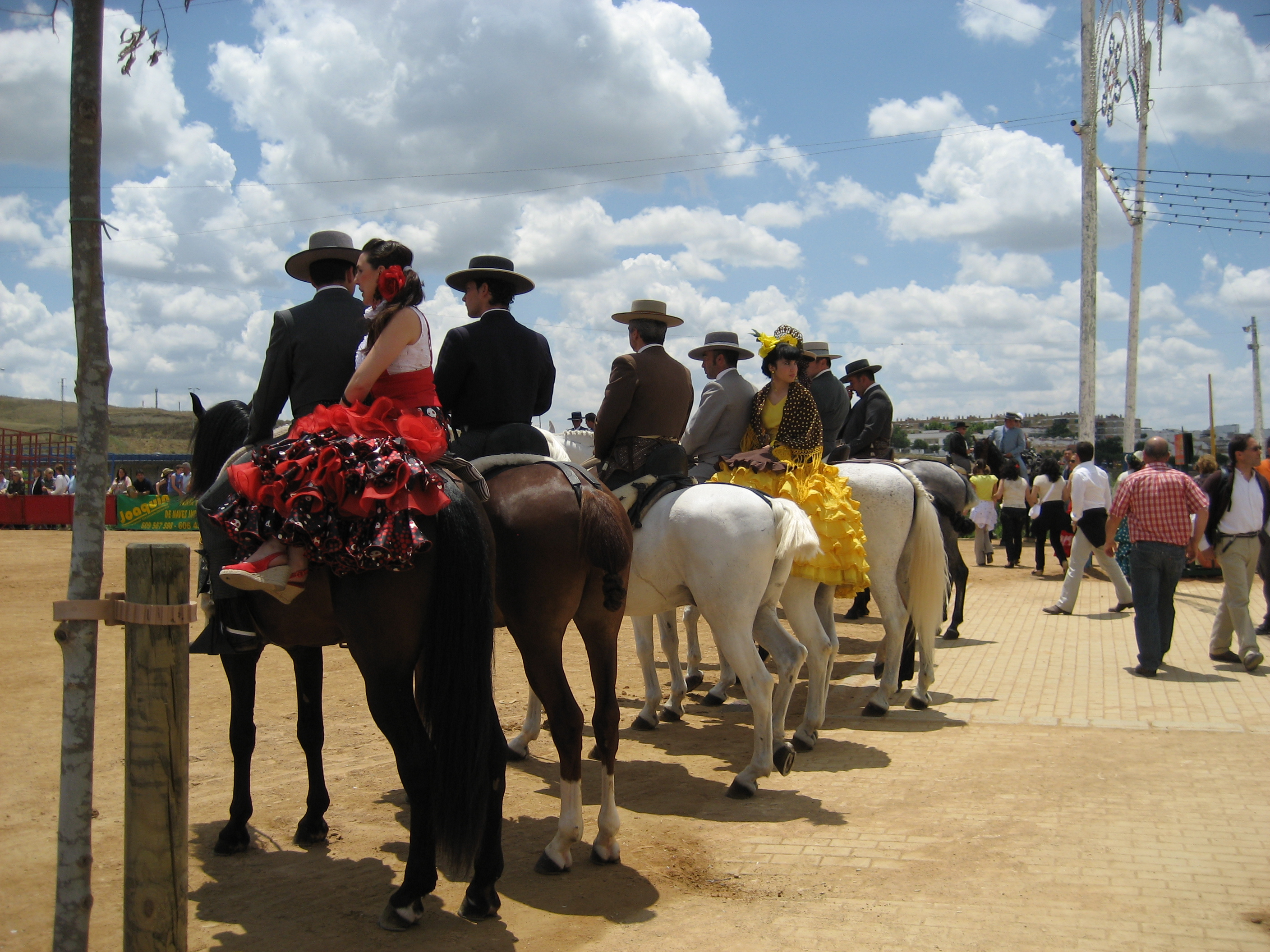
Chevaux en attente à la Feria de Nuestra Señora de la Salud de Cordoue.

Le Pure race espagnole est considéré comme la race de chevaux la plus ancienne et la plus pure, après l'Arabe. Représentant typique du folklore et de la culture hispanique, il est présent dans toutes les manifestations traditionnelles, que ce soit les ferias ou les romerias. Son charisme et son physique font de lui un cheval très populaire et très apprécié, et ce bien au-delà des frontières espagnoles. Depuis la Renaissance et au fil des siècles, des rois de toute l'Europe, y compris tous les rois de France depuis François Ier jusqu'à Louis XVI, se font réaliser des portraits équestres les représentant en selle sur des chevaux de type ibérique.
Le PRE est souvent choisi comme modèle en photographie, en comparaison d’autres races, pour symboliser la force, la sagesse et la liberté, éléments indissociables de l’imaginaire populaire du cheval,. Son apparence impressionnante, avec son encolure forte et arquée, sa musculature et ses allures énergiques, l'a également rendu très populaire dans le domaine du cinéma. Il est présent dans de nombreux films historiques ou de fantasy, allant de Gladiator à Entretien avec un vampire, en passant par Lara Croft : Tomb Raider, le berceau de la vie et Le Roi Arthur. Dans la trilogie du Seigneur des anneaux, les personnages de Gripoil et d’Asfaloth sont joués par des chevaux de Pure race espagnole. Il en est de même pour la licorne que chevauche Peter dans Le Monde de Narnia : Le Lion, la Sorcière blanche et l'Armoire magique, ainsi que la monture de Mel Gibson dans Braveheart ou encore les deux licornes du film Legend de Ridley Scott,.
En 2006, un étalon andalou cabré, monté par le conquistador espagnol Don Juan de Oñate, est choisi pour créer la plus grande statue en bronze au monde. Avec ses 11 mètres de haut, cette statue se trouve à El Paso au Texas.